# Vrydagzynea grandis
Vrydagzynea grandis är en orkidéart som beskrevs av Oakes Ames och Charles Schweinfurth. Vrydagzynea grandis ingår i släktet Vrydagzynea och familjen orkidéer. Inga underarter finns listade i Catalogue of Life.